# Moschus-Malve
Die Moschus-Malve (Malva moschata) ist eine Pflanzenart in der Unterfamilie der  Malvoideae innerhalb der Familie der Malvengewächse (Malvaceae) und wird auch Abelmoschus oder Indische Hibiscus-Malve genannt. Sie ist eine alte Heilpflanze.

## Beschreibung

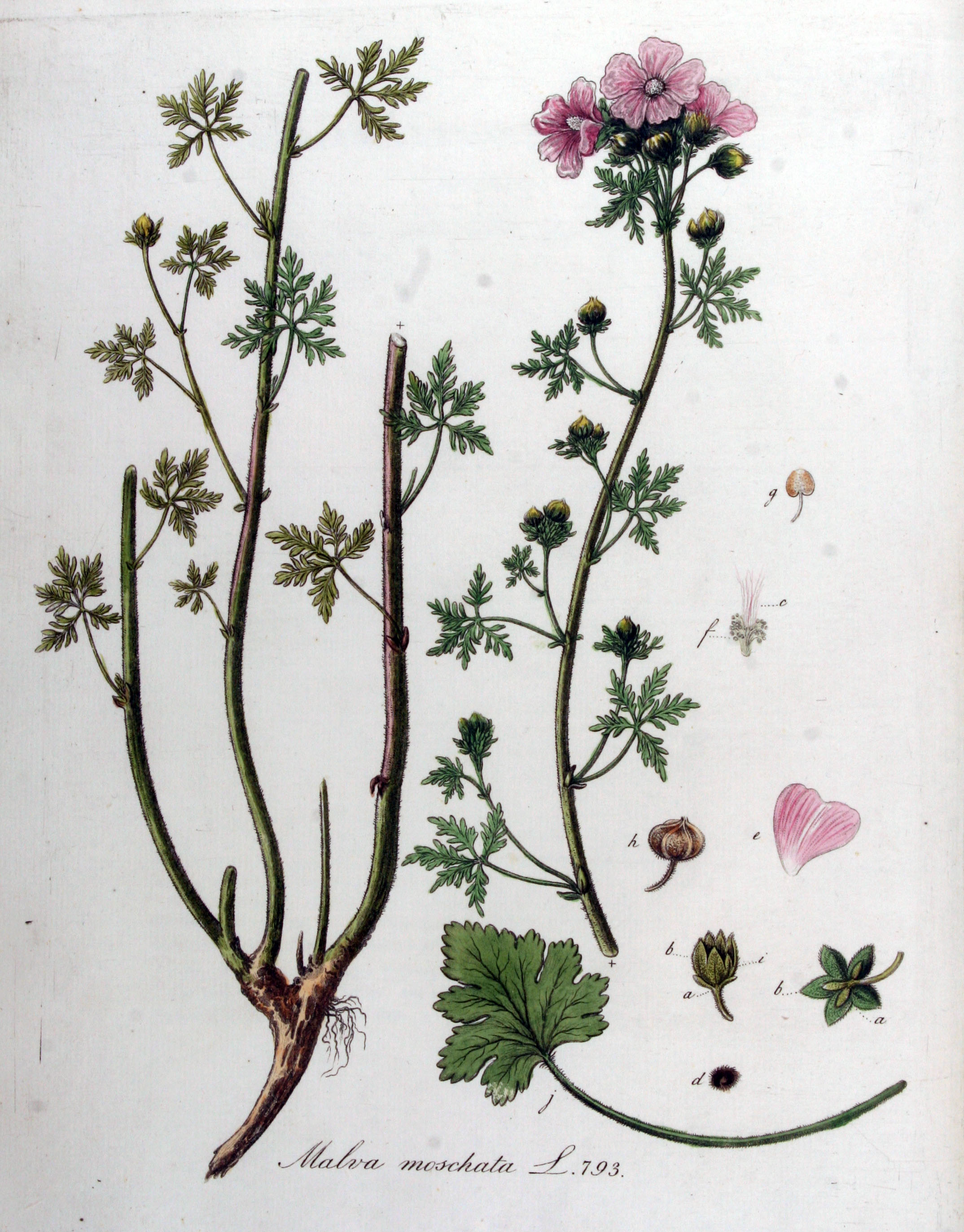
Illustration aus Flora Batava, Band 10

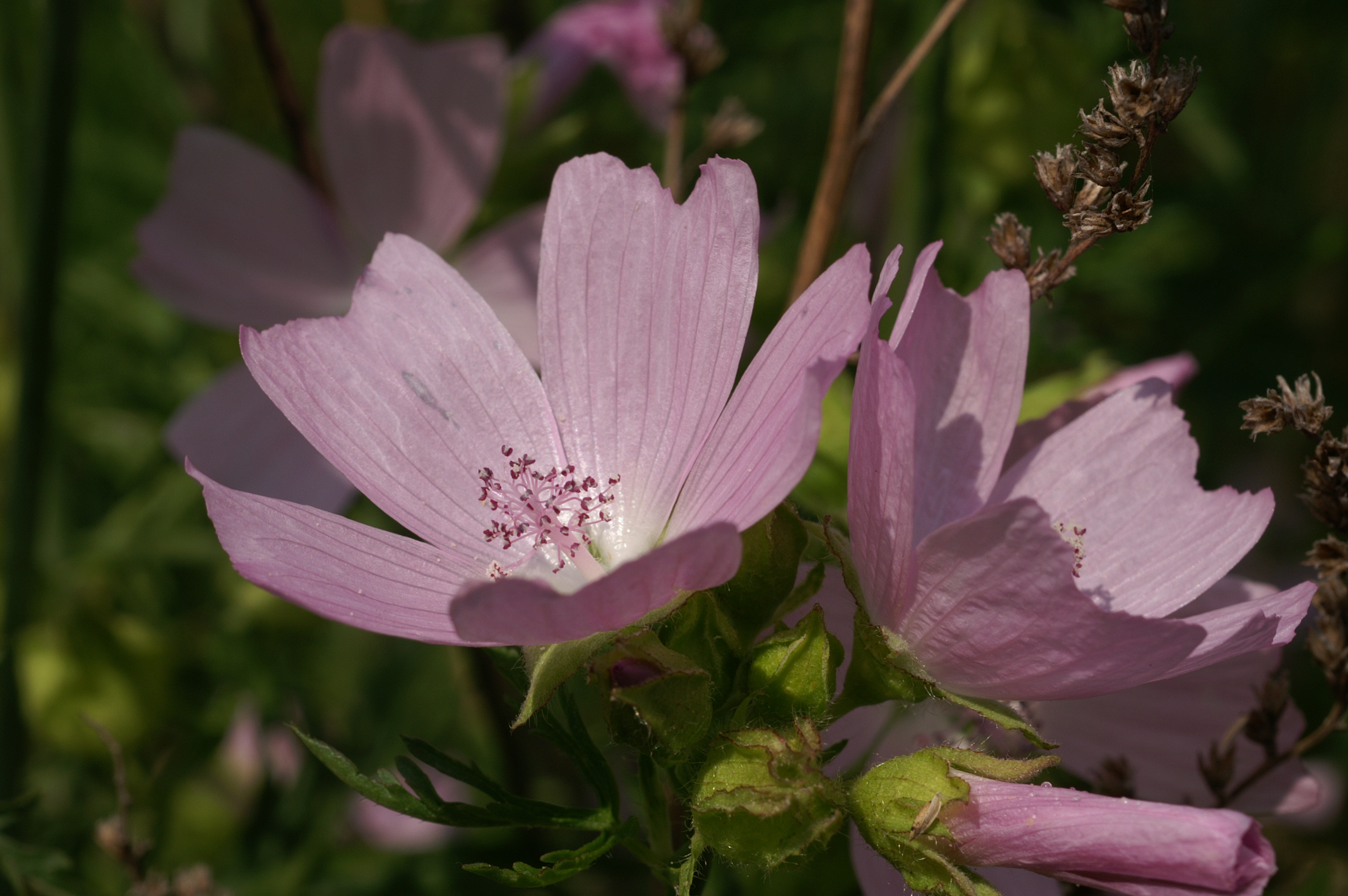
Blüte

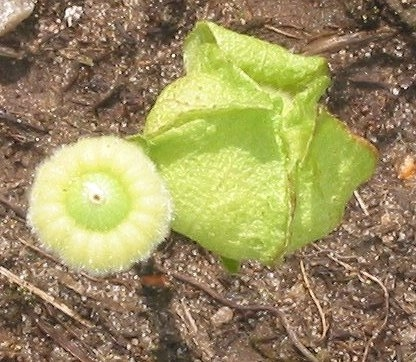
Frucht

### Vegetative Merkmale
Die Moschus-Malve ist eine ausdauernde krautige Pflanze und erreicht Wuchshöhen von 20 bis 60 Zentimetern. Die oberen Laubblätter sind bis zum Grund in fünf bis sieben Abschnitte geteilt, diese wiederum in weitere Abschnitte. Die einzelnen Abschnitte sind schmal, und die Ränder verlaufen näherungsweise parallel. Die unteren Laubblätter sind nur grob bis zur Hälfte handförmig geteilt. Die Moschus-Malve trägt (verzweigte) Sternhaare nur an den Kelchblättern, wodurch sie von der ähnlichen Rosen-Malve unterschieden werden kann, bei der dies auch für  den oberen Bereich des Stängels und die Laubblätter der Fall ist.

### Generative Merkmale
Die seitenständigen Blütenstände enthalten eine bis drei Blüten. Die angeblich nach Moschus duftenden, zwittrigen Blüten sind radiärsymmetrisch und fünfzählig. Die Blüten weisen einen Kelch sowie einen dreizähligen Außenkelch mit linealischen bis lanzettlichen und meist 1 bis 1,5 Millimeter breiten Außenkelchblättern auf. Die fünf weißen bis weißrosafarbenen Kronblätter sind meist 2 bis 2,5 Zentimeter lang. Wie bei den anderen Arten der Unterfamilie Malvoideae sind die vielen Staubblätter zu einer den Stempel umgebenden Röhre verwachsen, der sogenannten Columna.
Die Chromosomenzahl beträgt 2n = 42.

## Ökologie und Phänologie
Es erfolgt Selbst- oder Insektenbestäubung. Die Blütezeit reicht von Juni bis Oktober.

## Vorkommen
Die Moschus-Malve ist in Europa verbreitet. Es gibt Fundortangaben für Spanien, Frankreich, Großbritannien, Belgien, Luxemburg, die Niederlande, Deutschland, Österreich, die Schweiz, Italien, Korsika, Sizilien, die frühere Tschechoslowakei, das frühere Jugoslawien, Albanien, Bulgarien, Rumänien, Griechenland, die Türkei, Polen, Belarus und den südwestlichen europäischen Teil Russlands. In Ungarn, Irland, Nordeuropa, Nordamerika, Japan und Argentinien ist sie ein Neophyt. Sie ist in Schleswig-Holstein ein Beispiel für einen Neophyten, der schon vor einigen Jahrhunderten bewusst vom Menschen eingeführt wurde.
Sie verträgt weder Salz noch Schwermetalle. Sie besiedelt nährstoffreiche, nicht zu trockene, aber auch nicht zu feuchte Böden in Stauden- und ausdauernden Unkrautfluren sowie Frischwiesen, die nicht vor der Blütephase gemäht werden. Sie wächst bevorzugt bei viel direktem Licht. Sie ist in Mitteleuropa eine Charakterart des Verbandes Arrhenatherion, kommt aber auch in Pflanzengesellschaften des Verbands Mesobromion oder der Ordnung Origanetalia vor. In den Allgäuer Alpen steigt sie auf der Samstenbergalpe oberhalb Balderschwang bis zu einer Höhenlage von 1350 Metern auf. Im Wallis wurde sie noch in Höhenlagen von 1450 Metern beobachtet.
Die ökologischen Zeigerwerte nach Landolt et al. 2010 sind in der Schweiz: Feuchtezahl F = 2 (mäßig trocken), Lichtzahl L = 4 (hell), Reaktionszahl R = 4 (neutral bis basisch), Temperaturzahl T = 4 (kollin), Nährstoffzahl N = 3 (mäßig nährstoffarm bis mäßig nährstoffreich), Kontinentalitätszahl K = 3 (subozeanisch bis subkontinental).
Die Moschus-Malve ist in Deutschland nicht geschützt und unterliegt keinem internationalen Schutzabkommen.

## Weitere Fotos

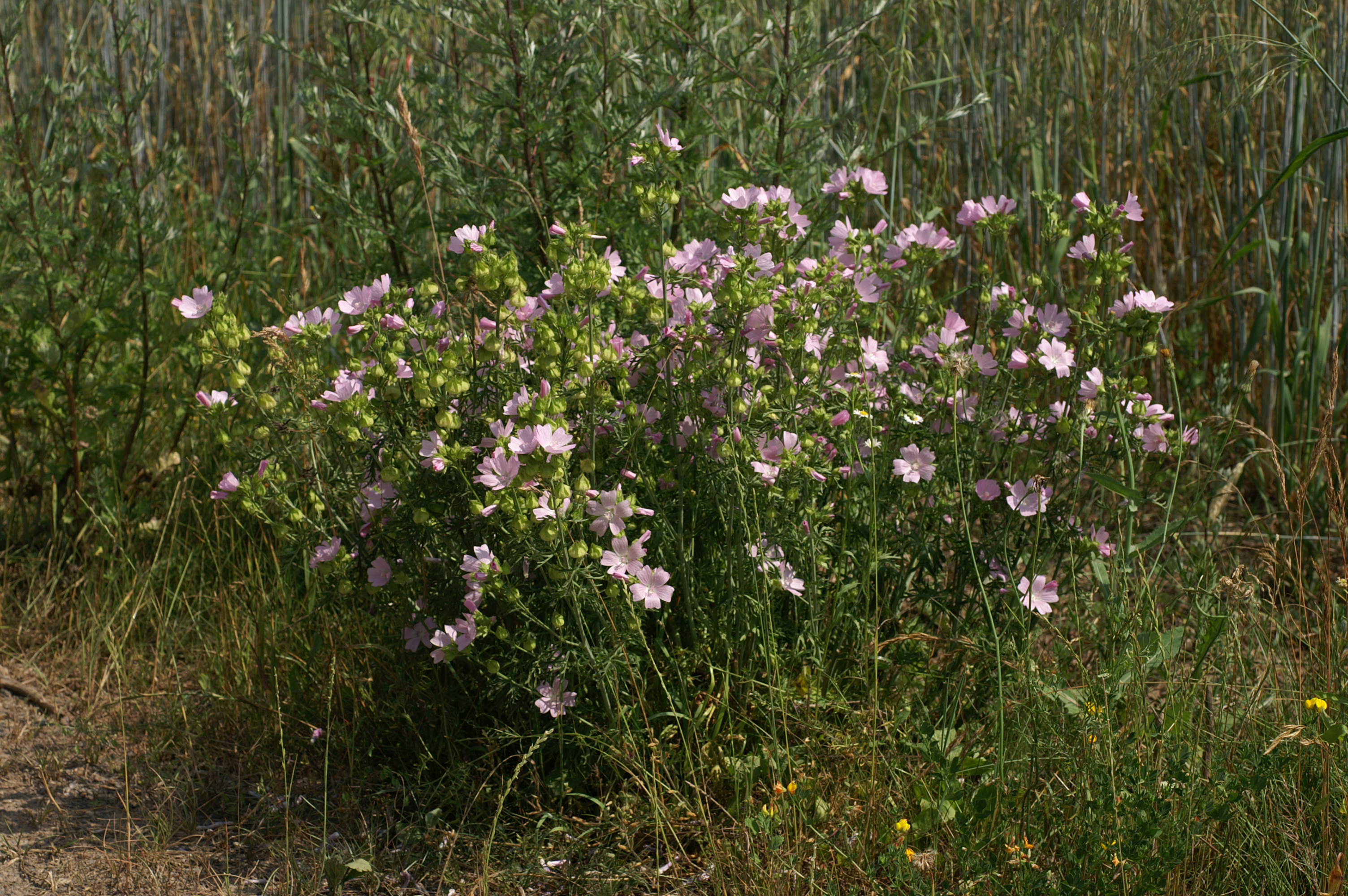
Habitus
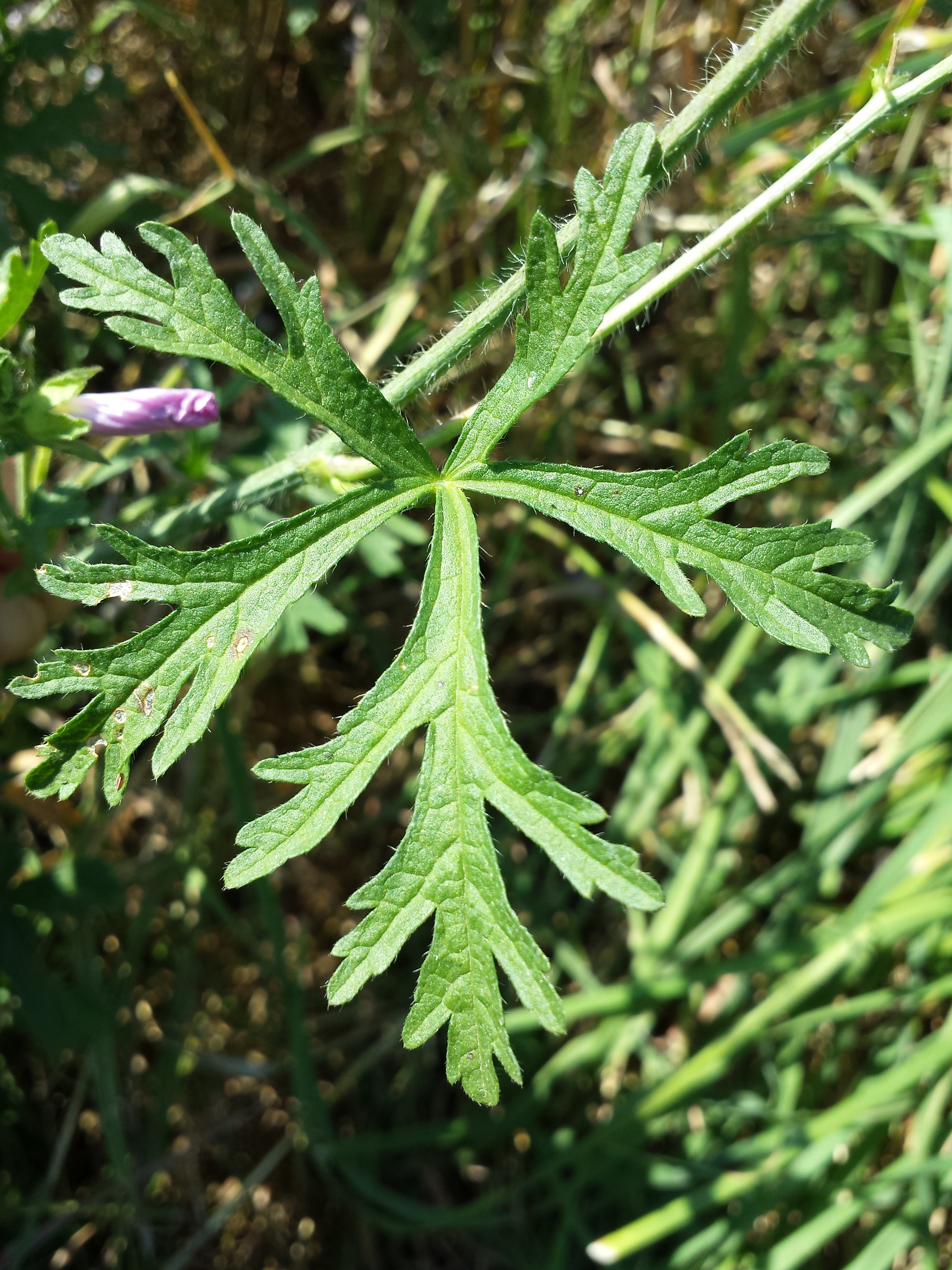
Die mittleren und oberen Stängelblätter sind handförmig geschnitten.
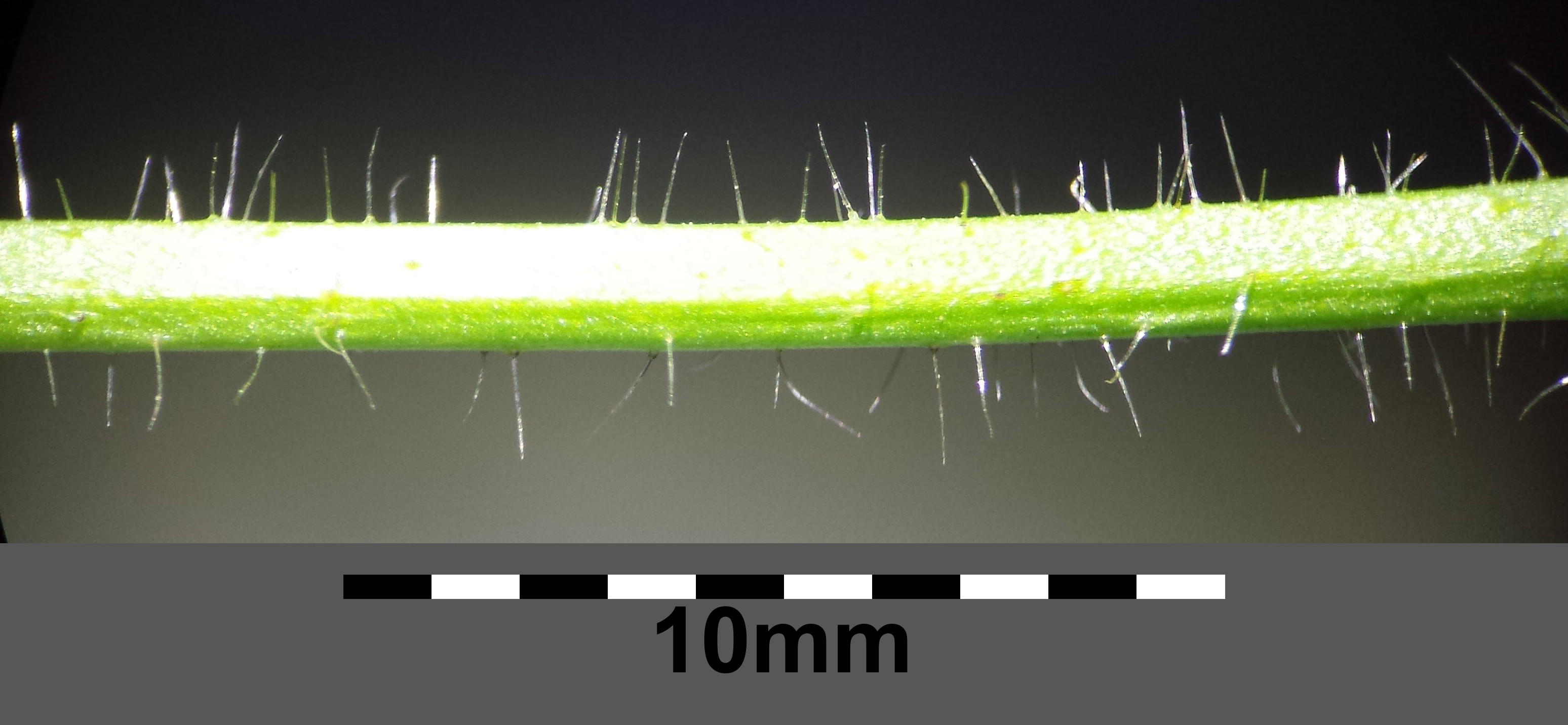
Der Stängel ist mit einfachen Haaren besetzt.
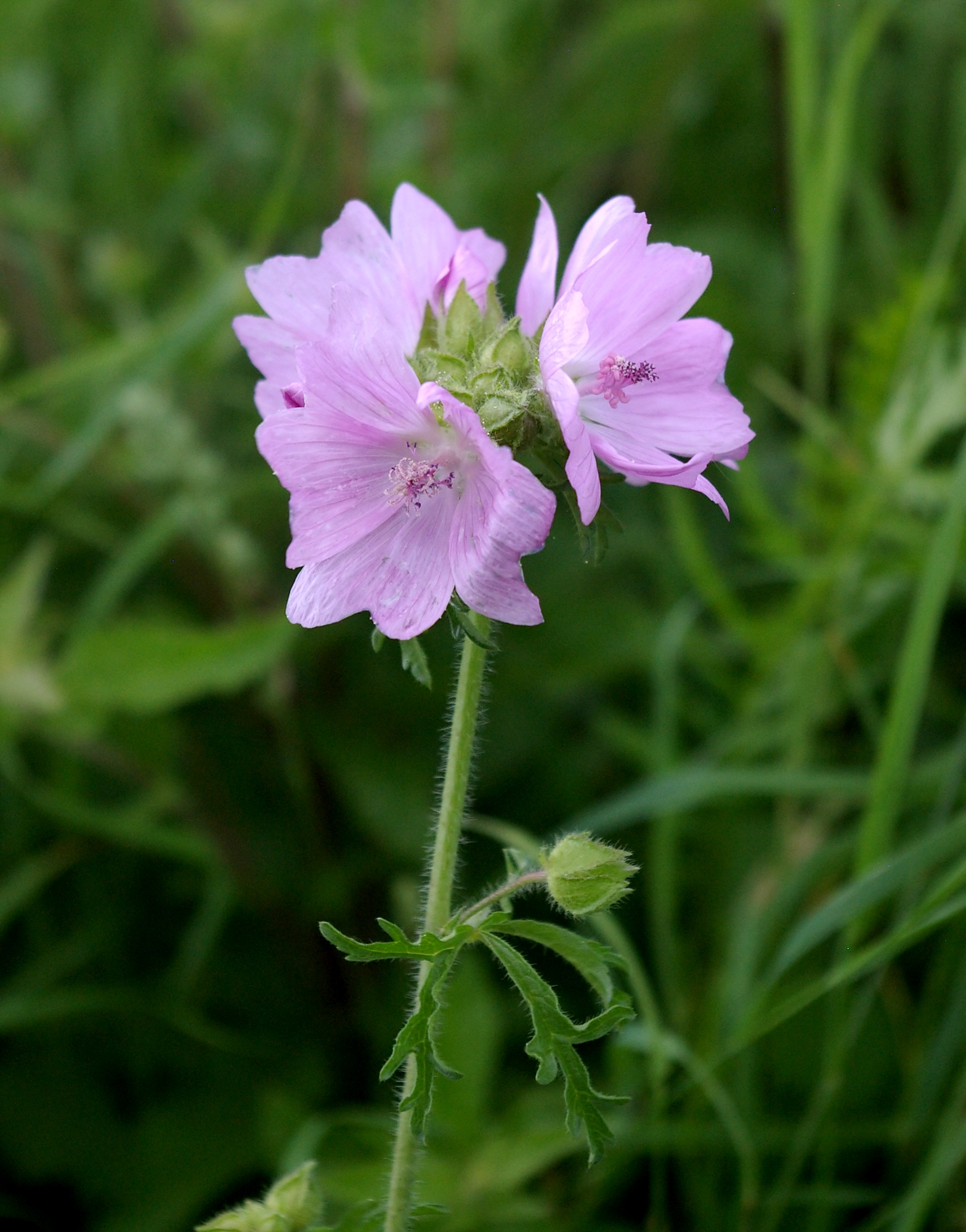
Blütenstand mit Blüten und Knospen
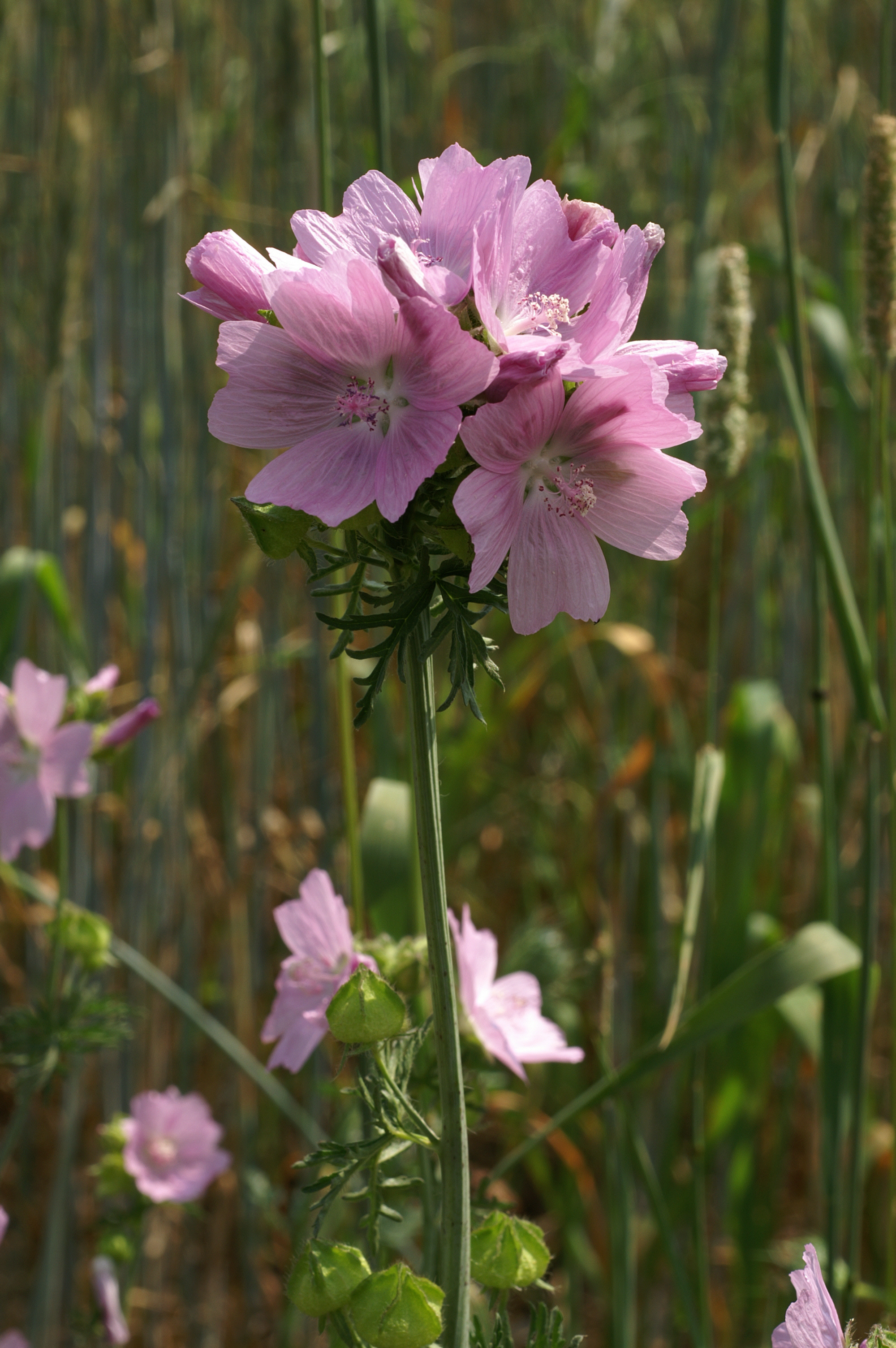
Blütenstand
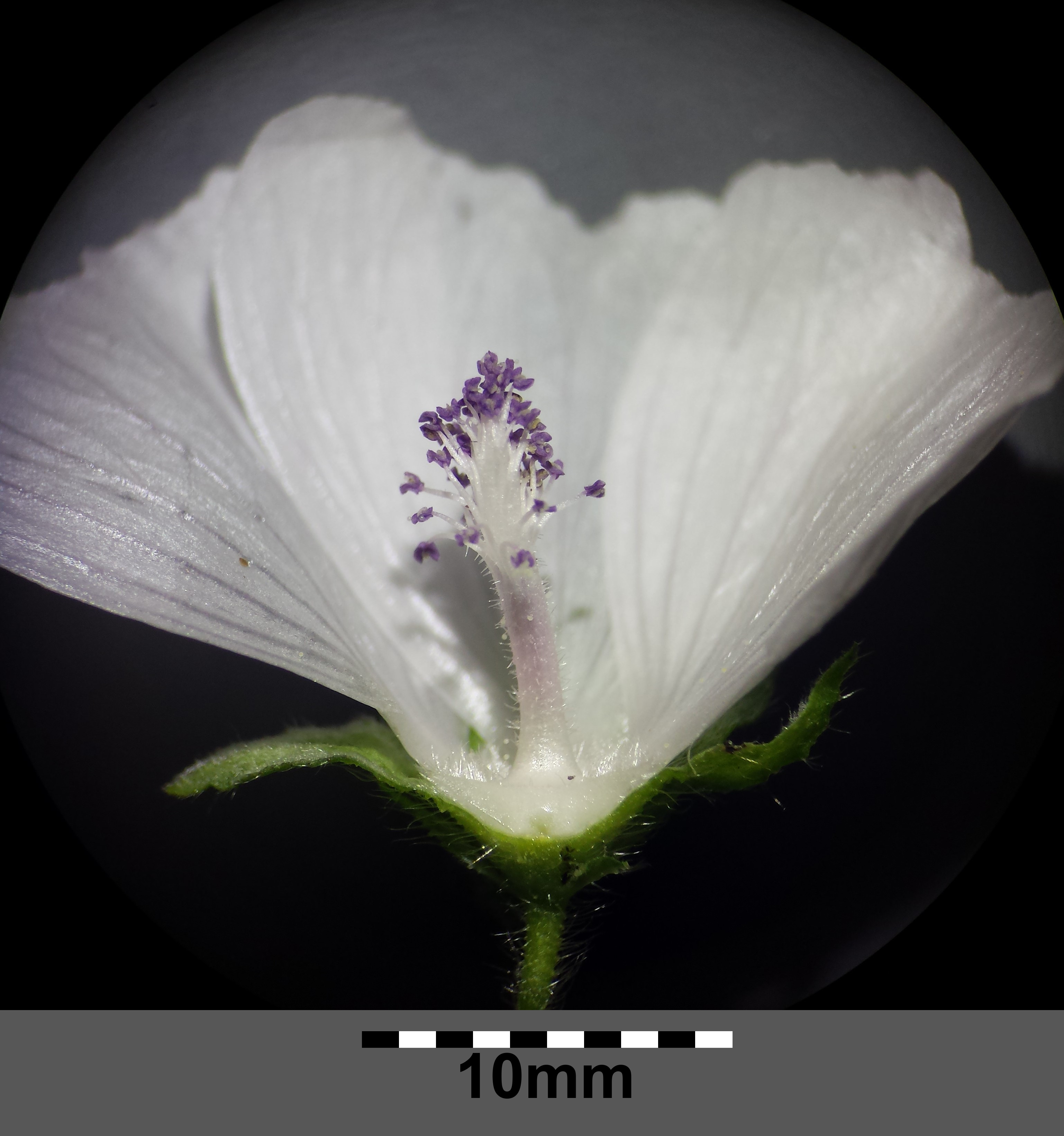
Geöffnete Blüte mit Staubfadenröhre
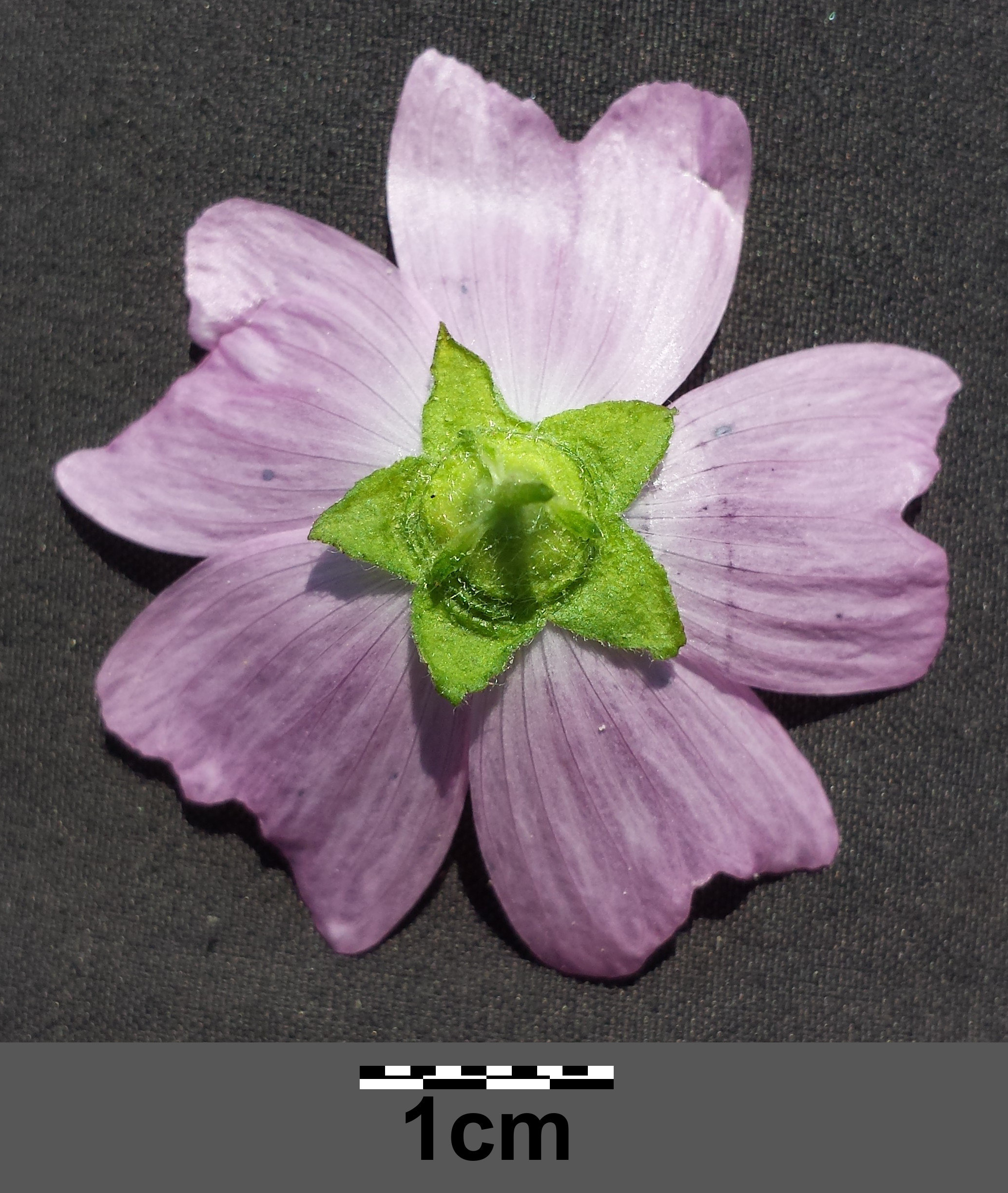
Blüte mit Kelch und dreizähligem Außenkelch
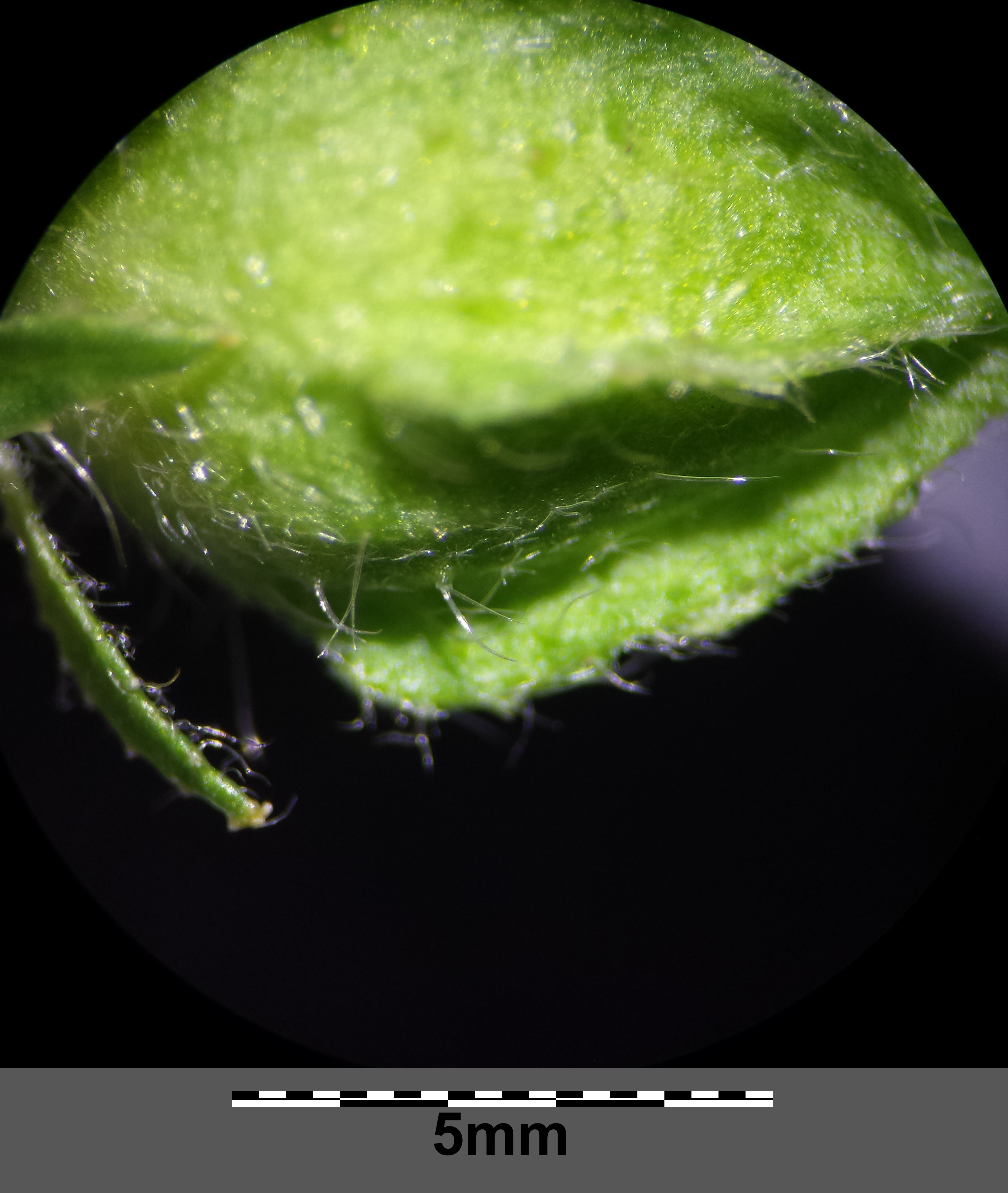
Die Kelchblätter sind mit Sternhaaren und längeren Büschelhaaren besetzt
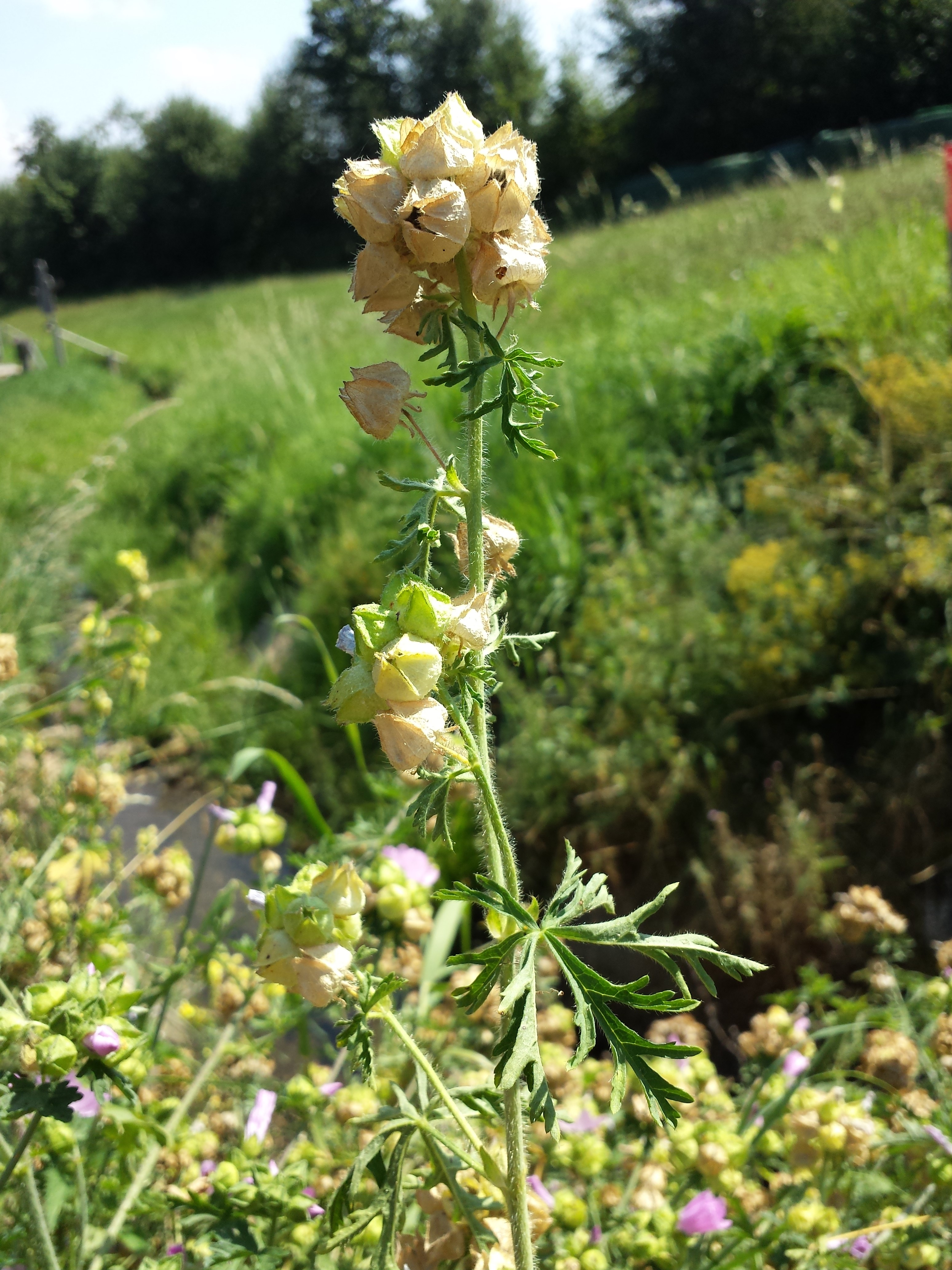
Fruchtstand
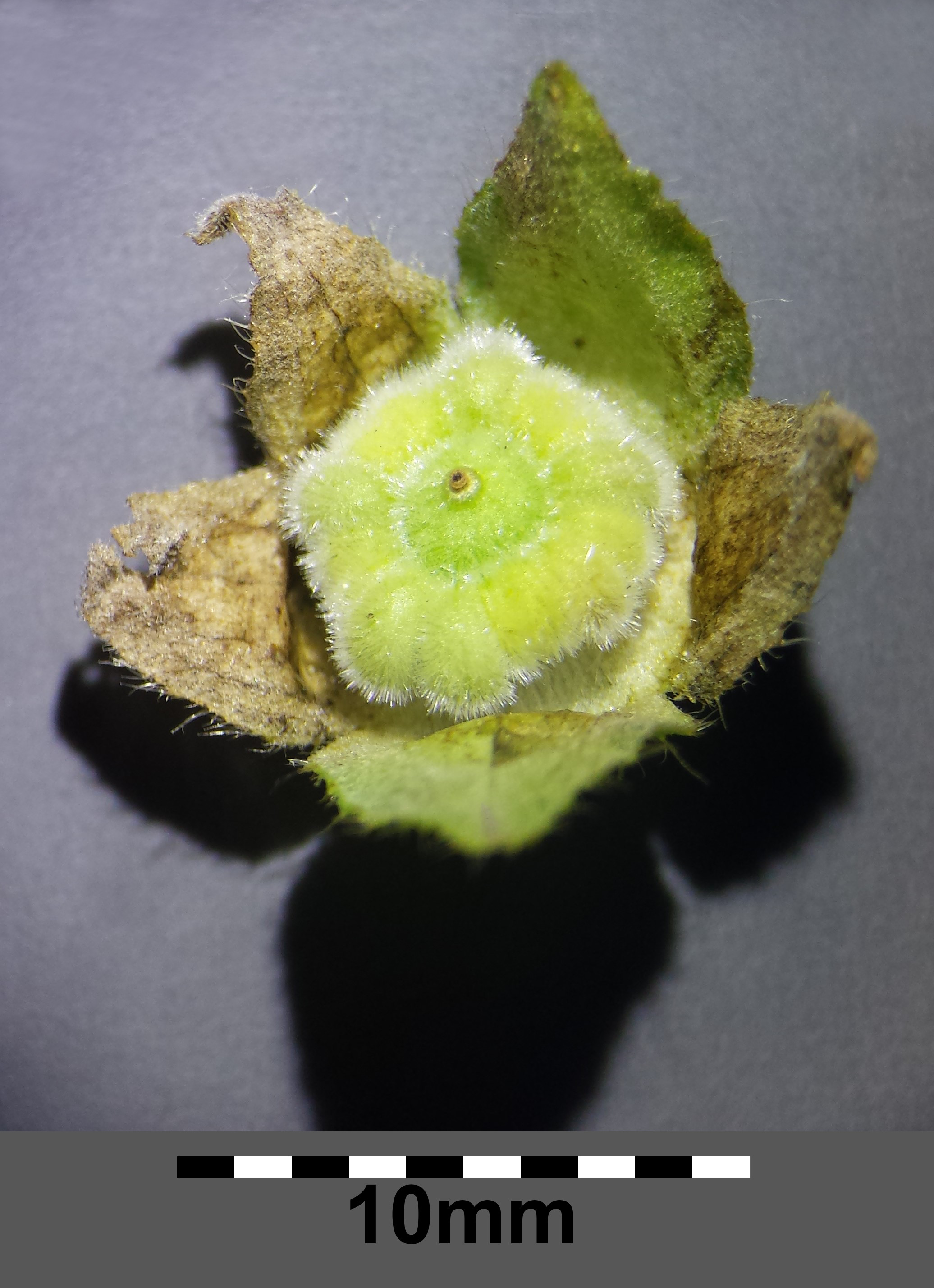
Die Teilfrüchte sind am Rücken dicht behaart